# Titanostrombus galeatus
Titanostrombus galeatus (nomeada, em inglês, giant Eastern Pacific conch ou galeate conch e, em castelhano, cambute - PAN; CRI; NIC; COL, caracol machachan, caracol burro, Cortez conch - MEX ou pututu - PER) é uma espécie de molusco gastrópode marinho pertencente à família Strombidae. Foi classificada por William John Swainson em 1823 (através de espécimes trazidos da costa do Peru); descrita como Strombus galeatus, no texto "The Specific Characters of several undescribed Shells"; publicado no The Philosophical Magazine and Journal. 62(308), páginas 401-403; e assim classificada até o século XX. É nativa do leste do oceano Pacífico; do golfo da Califórnia (ou mar de Cortés; incluindo a costa externa da Baja California Sur), entre o México e Peru e indo até as Galápagos. Pode chegar a quase 25 centímetros, quando desenvolvida. Trata-se de um dos maiores gastrópodes, em tamanho e importância econômica, na costa oeste da América tropical, utilizado na alimentação e pescado em grande quantidade, no México. Também preparam sua concha, praticando um furo na região de sua protoconcha, para soprá-la, produzindo um som para a comunicação; fato este observado na cordilheira andina, na América do Sul, inclusive em civilizações pré-incaicas como a cultura Chavín.

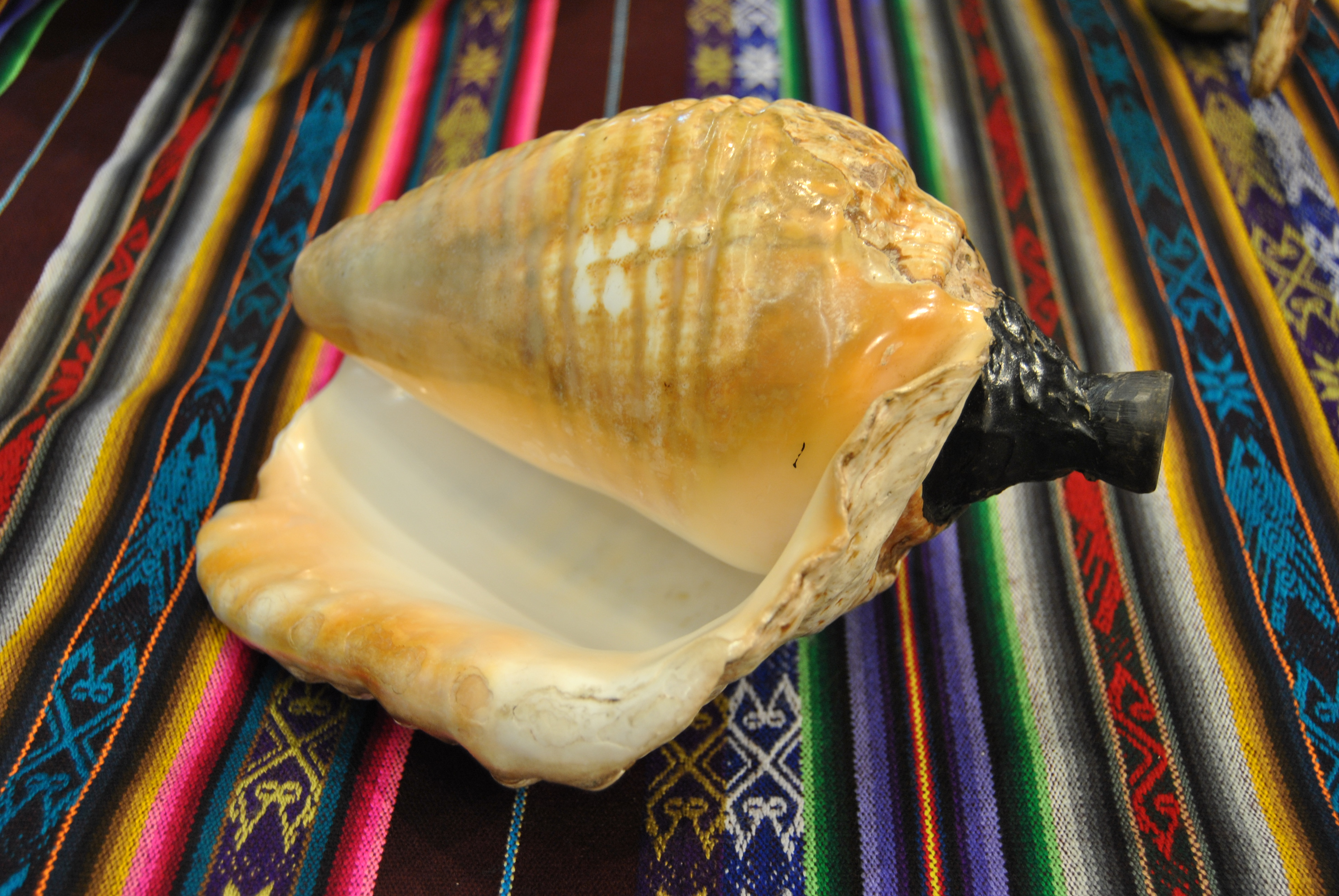
Uma concha de T. galeatus utilizada como instrumento de sopro na América Andina, onde é denominada pututu.

## Descrição da concha
Conchas de coloração creme a marrom-amarelada, com grosso perióstraco castanho-escuro; muito espessas, sólidas e pesadas, com espiral cônica, baixa e um pouco afundada, em sua volta final; com superfície possuindo grossas estrias, ou sulcos. É dotada de lábio externo engrossado e arredondado em sua borda, com sua abertura de tonalidade branca, castanha ou alaranjada. Opérculo marrom-escuro, menor que sua abertura. Indivíduos juvenís apresentam lábio externo fino, não expandido, e podem ser confundidos pelo não-especialista com conchas do gênero Conus; apresentando padrão de cores mosqueado em marrom ou laranja e interior branco.

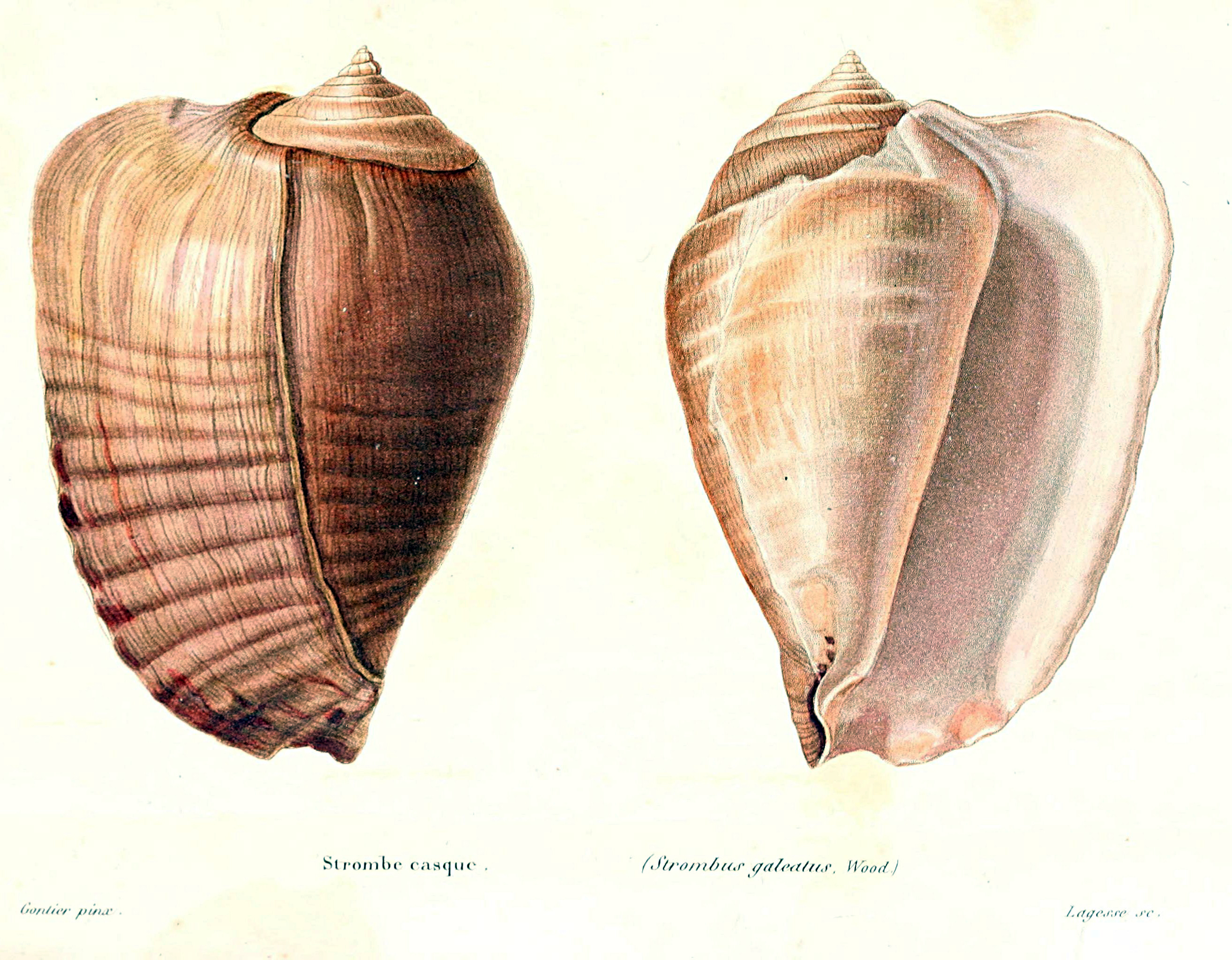
Duas ilustrações de T. galeatus (1843), por Louis Charles Kiener; in Spécies général et iconographie des coquilles vivantes : comprenant la collection du Muséum d'histoire naturelle de Paris, la collection Lamarck, celle du Prince Masséna ... et les déecouvertes réecentes des voyageurs. Vol. 4.

## Habitat
Titanostrombus galeatus ocorre em águas rasas da zona nerítica, em fundos rochosos e arenosos na proximidade de áreas de mangue, em profundidades desde a linha da maré baixa até os 15 metros; mas há registros de que cheguem até os 30 metros. Exibem um comportamento gregário, formando grandes aglomerações em águas rasas, no período de acasalamento, em que também ocorre a oviposição. Se alimentam principalmente de macroalgas. No decorrer de sua vida útil, essa espécie passa parte do seu tempo parcialmente enterrada na areia; sendo predada por invertebrados, como polvos (Octopoda), e também por vertebrados, incluindo raias (gêneros e espécies de peixes cartilaginosos da família Myliobatidae), peixes-porco (família Balistidae) e peixes perciformes da família Lutjanidae.

## Análise taxonômica das espécies do Atlântico e Pacífico Oriental
Durante o século XX no gênero Strombus, análises posteriores do início do século XXI concluíram que Lobatus seria o primeiro táxon disponível para a inclusão de um grupo de grandes e pesados Strombidae do oeste do Atlântico e leste do Pacífico, que excetuavam as espécies Strombus pugilis, Strombus alatus e Strombus gracilior. Tal situação fora mantida até o ano de 2020, envolvendo cinco espécies, quando uma minuciosa análise taxonômica por Maxwell et al., "Towards Resolving the American and West African Strombidae (Mollusca: Gastropoda: Neostromboidae) Using Integrated Taxonomy", definiu as espécies extantes do leste do Pacífico até o oeste da costa africana sob a seguinte nomeclatura:
Gênero Aliger Thiele, 1929
Espécie Aliger gallus (Linnaeus, 1758) - Sin. Lobatus gallus
Espécie Aliger gigas (Linnaeus, 1758) - Sin. Lobatus gigas
Gênero Lobatus [Swainson], 1837
Espécie Lobatus peruvianus (Swainson, 1823)
Espécie Lobatus raninus (Gmelin, 1791)
Gênero Macrostrombus Petuch, 1994
Espécie Macrostrombus costatus (Gmelin, 1791) - Sin. Lobatus costatus
Gênero Persististrombus Kronenberg & H. G. Lee, 2007
Espécie Persististrombus granulatus (Swainson, 1822)
Gênero Strombus Linnaeus, 1758
Espécie Strombus alatus Gmelin, 1791
Espécie Strombus gracilior G. B. Sowerby I, 1825
Espécie Strombus pugilis Linnaeus, 1758
Gênero Thetystrombus Dekkers, 2008
Espécie Thetystrombus latus (Gmelin, 1791)
Gênero Titanostrombus Petuch, 1994
Espécie Titanostrombus galeatus (Swainson, 1823) - Sin. Lobatus galeatus
Espécie Titanostrombus goliath (Schröter, 1805) - Sin. Lobatus goliath